# Jan Marek (cichociemny)

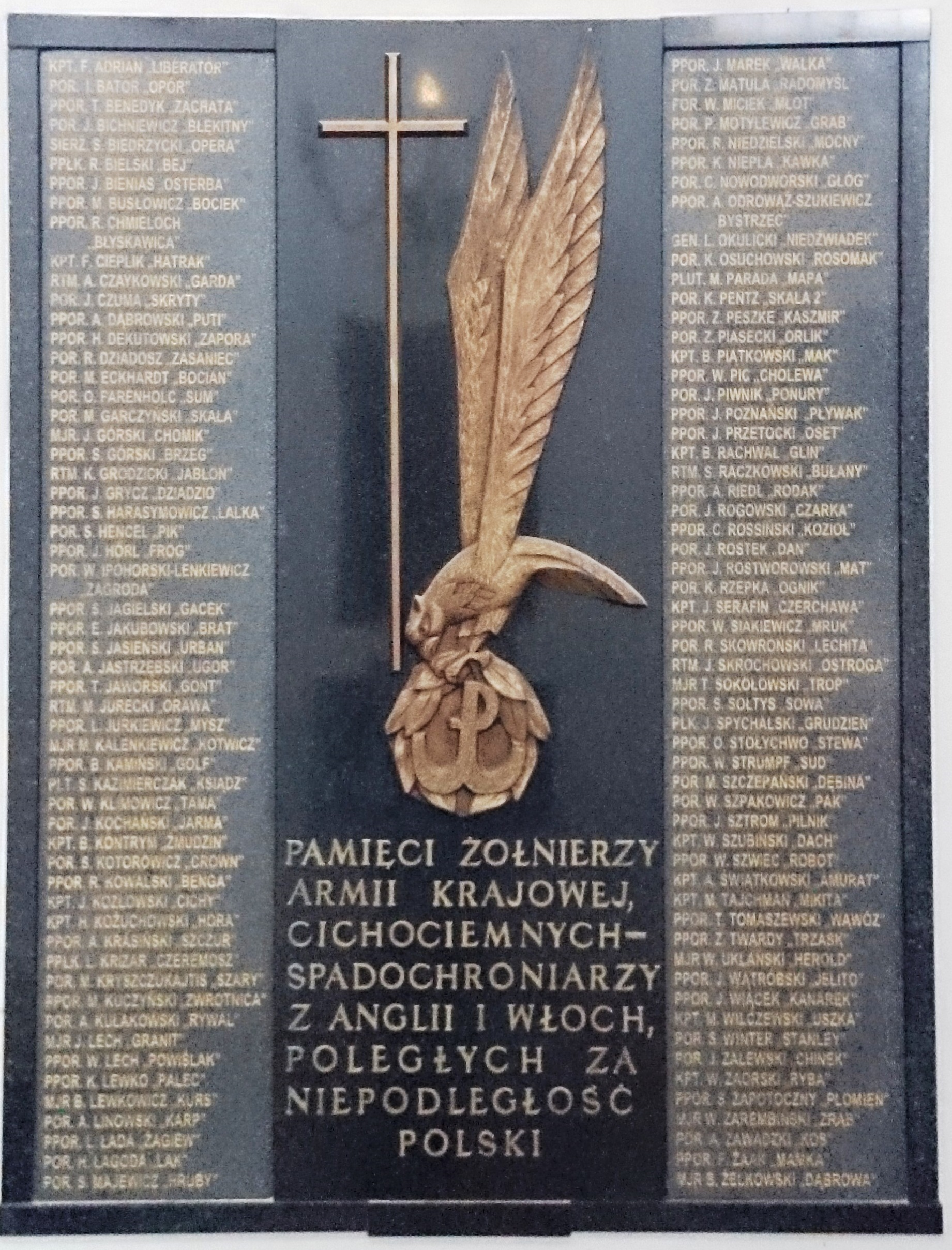
Tablica w kościele św. Jacka w Warszawie, upamiętniająca poległych cichociemnych, w tym Jana Marka

Jan Franciszek Marek vel Jan Lipko vel Jan Badowski vel Ryszard Jerzy Świtalski vel Johann Bergman pseud.: Walka, Baby, Jaś, Krzemień, Wyrwa, Spad (ur. 5 listopada 1919 we Lwowie, zm. 13 maja 1943 w Warszawie) – porucznik piechoty Polskich Sił Zbrojnych i Armii Krajowej, cichociemny.

## Życiorys
We wrześniu 1939 roku służył w 53 pułku piechoty Strzelców Kresowych (Ośrodku Zapasowym 11 Karpackiej Dywizji Piechoty), następnie w 10 Brygadzie Kawalerii. Przekroczył granicę polsko-węgierską 19 września 1939 roku i w tym samym miesiącu dotarł do Francji, gdzie został skierowany do Centrum Szkolenia Piechoty w Camp de Coëtquidan. Po klęsce Francji w czerwcu 1940 roku przedostał się do Wielkiej Brytanii, gdzie służył jako dowódca plutonu moździerzy w 5. kompanii 2 Batalionu Strzelców, następnie służył w 1 Samodzielnej Brygadzie Spadochronowej.
Po przeszkoleniu w dywersji został zaprzysiężony 13 listopada 1941 roku w Oddziale VI Sztabu Naczelnego Wodza. Zrzutu dokonano w nocy z 6 na 7 stycznia 1942 roku w ramach operacji „Shirt” dowodzonej przez por. naw. Mariusza Wodzickiego. Dostał przydział na III Odcinek Wachlarza na stanowisko instruktora dywersji w bazie warszawskiej. Dowodził akcją wysadzenia transportu wojska 3 czerwca 1942 roku pod Kopcewiczami. Linia kolejowa była zablokowana do 5 czerwca, a Marek stracił 3-4 ludzi ze swojego 9-osobowego patrolu.
Na przełomie lipca i sierpnia 1942 roku został przeniesiony do Komendy Odcinka I Wachlarza na stanowisko wykładowcy dywersji. Od 2 marca 1943 roku pracował jako wykładowca w szkole dywersji „Zagajnik” Kedywu Odcinka IV.  3 listopada 1943 wraz z cichociemnymi: kpt. Maciejem Kalenkiewiczem ps. Kotwica oraz ppor. Mieczysławem Eckhardtem ps. Bocian w składzie pocztu sztandarowego podczas poświęcenia sztandaru dla 1 Samodzielnej Brygady Spadochronowej w Kościele Panien Kanoniczek w Warszawie przy ul. Bielańskiej.
Równolegle, od września 1942 roku zaangażował się w działalność Konfederacji Narodu. 27 października powierzono mu utworzenie oddziału szturmowego, w następstwie niepowodzenia UBK. Nowy oddział został ostatecznie sformowany w lutym 1943 roku pod dowództwem Marka i przyjął nazwę Uderzeniowego Batalionu Specjalnego (albo Szturmowego) (UBS). Nieuzgodnione działania UBS i AK groziły walkami wewnętrznymi, Marek złożył oświadczenie, że wycofa się z kontaktów z KN i UBS, jednak słowa nie dotrzymał. W maju 1943 roku UBS otrzymał rozkaz wymarszu z Warszawy. 13 maja dowództwo UBS zostało zaskoczone przez Gestapo w mieszkaniu Marka przy ul. Wspólnej 52. W wyniku walki 1 osoba została zastrzelona, 3 uczestników popełniło samobójstwo, a 2 uczestników ujęto. Marek usiłował przejść dachami w kierunku ul. Poznańskiej. Trafiony strzałem z karabinu spadł z dachu kamienicy przy ul. Wspólnej 54/56. W wyniku postrzelenia i upadku był ciężko ranny i częściowo sparaliżowany. Został odwieziony do szpitala na Solcu, skąd w grypsie prosił o truciznę. Według Chlebowskiego zmarł w tym dniu, według Tucholskiego jego dalszy los był nieznany. Według Tochmana zmarł prawdopodobnie w szpitalu przy ul. Drewnianej w Warszawie 15 czerwca 1943 roku.

## Awanse
- kapral podchorąży – 1939
- podporucznik –
- porucznik –

## Odznaczenia
- Krzyż Walecznych – czterokrotnie.

## Życie rodzinne
Był synem Leonarda i Eleonory z domu Świtalskiej. W 1942 roku ożenił się z Władysławą Sulimą-Kamieńską. Żonę aresztowano w czerwcu 1942 roku. Przeżyła wojnę.

## Upamiętnienie
W lewej nawie kościoła św. Jacka przy ul. Freta w Warszawie odsłonięto w 1980 roku tablicę Pamięci żołnierzy Armii Krajowej, cichociemnych – spadochroniarzy z Anglii i Włoch, poległych za niepodległość Polski. Wśród wymienionych 110 poległych cichociemnych jest Jan Marek.